# Thierry Langer
Thierry Langer (Malmedy, 24 oktober 1991) is een Belgisch langlaufer en biatleet. 

## Levensloop
Langer studeert chemie aan de universiteit van Clausthal. 

## Resultaten

### Langlaufen
2017
- 84e WK in  Lahti op de sprint vrije stijl

### Biatlon

#### Wereldbeker
Eindklasseringen
| Seizoen   | Algemeen | Individueel | Sprint | Achtervolging | Massastart |
| --------- | -------- | ----------- | ------ | ------------- | ---------- |
| 2011/2012 | –        | –           | –      | –             | –          |
| 2012/2013 | –        | –           | –      | –             | –          |
| 2013/2014 | –        | –           | –      | –             | –          |
| 2014/2015 | –        | –           | –      | –             | –          |
| 2015/2016 | –        | –           | –      | –             | –          |
| 2016/2017 | –        | –           | –      | –             | –          |
| 2017/2018 | –        | –           | –      | –             | –          |
| 2018/2019 | –        | –           | –      | –             | –          |
| 2019/2020 | 60e      | 62e         | 54e    | 51e           | –          |
| 2020/2021 | 61e      | –           | 48e    | –             | –          |
| 2021/2022 | –        | –           | –      | –             | –          |

#### Wereldkampioenschappen
Junioren
| Jaar | Plaats      | Onderdeel   | Onderdeel | Onderdeel     | Onderdeel |
| Jaar | Plaats      | Individueel | Sprint    | Achtervolging | Estafette |
| ---- | ----------- | ----------- | --------- | ------------- | --------- |
| 2011 | Nové Město  | 49e         | 73e       | –             | –         |
| 2012 | Kontiolahti | 67e         | 36e       | 55e           | –         |

Senioren
| Jaar | Plaats            | Onderdeel   | Onderdeel | Onderdeel     | Onderdeel  | Onderdeel | Onderdeel          | Onderdeel                 |
| Jaar | Plaats            | Individueel | Sprint    | Achtervolging | Massastart | Estafette | Gemengde estafette | Single gemengde estafette |
| ---- | ----------------- | ----------- | --------- | ------------- | ---------- | --------- | ------------------ | ------------------------- |
| 2012 | Ruhpolding        | 119e        | 128e      | –             | –          | 26e       | –                  |                           |
| 2013 | Nové Město        | 111e        | 122e      | –             | –          | –         | –                  |                           |
| 2015 | Kontiolahti       | 98e         | 110e      | –             | –          | –         | –                  |                           |
| 2016 | Oslo Holmenkollen | 84e         | 84e       | –             | –          | 24e       | –                  |                           |
| 2017 | Hochfilzen        | 77e         | 90e       | –             | –          | –         | –                  |                           |
| 2019 | Östersund         | 88e         | 89e       | –             | –          | 23e       | –                  | –                         |
| 2020 | Antholz           | 38e         | 75e       | –             | –          | 19e       | 25e                | –                         |
| 2021 | Pokljuka          | 77e         | 59e       | 44e           | –          | 23e       | 21e                | –                         |

#### Olympische Winterspelen
| Jaar | Plaats | Onderdeel   | Onderdeel | Onderdeel     | Onderdeel  | Onderdeel | Onderdeel          |
| Jaar | Plaats | Individueel | Sprint    | Achtervolging | Massastart | Estafette | Gemengde estafette |
| ---- | ------ | ----------- | --------- | ------------- | ---------- | --------- | ------------------ |
| 2022 | Peking | 77e         | 67e       | –             | –          | 20e       | –                  |